# جيوفاني فيراري (عالم نبات)
جيوفاني فيراري (و. 1584 – 1655 م) هو عالم نبات، وكاتب من طليان، ولد في سيينا، توفي في سيينا، عن عمر يناهز 71 عاماً.

## روابط خارجية
- جيوفاني فيراري على موقع الموسوعة البريطانية (الإنجليزية)